# Frédéric Beniada
Frédéric Beniada, né le 25 mai 1968), est un écrivain et journaliste spécialisé dans la thématique « aéronautique et défense ».

## Biographie
Frédéric Beniada est journaliste à France Info et France Inter depuis 1991.
À Radio France, il est, entre autres, chargé du suivi de l’actualité aéronautique et assure des podcasts pour le journal de l’aviation
En 2024, il est sanctionné pour ses prestations de communication à l'extérieur de la radio France info,.